# 鲫鱼藤属
鲫鱼藤属（学名：Secamone）是萝藦科下的一个属。该属共有100种，分布于东半球热带、亚热带地区。